# 裸名
裸名或裸記名稱（意为“赤裸的名称”）是生物命名中的一种无效名称，即原本打算将其用作學名，但却不能成为学名，因其未与充分的文字记述一起发表，所以是一个缺少描述与定义的“裸体”名称，不能作为正式学名使用。
因为裸名没有正式学名的资格，所以之后的学者可以发表一个与其拼写相同的学名。如果同一个作者发表了一个名称，前一个被作为裸名，而后一个因含有符合标准的描述而被作为学名，那么后者发表的日期将成名该名称的命名日期。
根据动物学命名法，裸名即是无效名称。国际动物命名法规中有如下定义：
|  | nomen nudum (pl. nomina nuda), n. 拉丁词汇，若发表于1931年之前，则不符合12条；或，若发表于1930年后，则不符合13条。…… |

同时国际动物命名法规含有这样的规则：
|  | 12.1. 有效，每个发表于1931年之前的名称都必须……附有指代该类群的描述或定义…… 13.1. 有效，每个发表于1930年之后的名称都必须……附有表述特指或区别该类群的描述或定义，或附有参考书目这样的公开声明。 |

國際植物命名法規中有如下定义：
|  | 發表時缺乏形態描述或特徵簡述，或未引用包含前兩者之文獻的分類群名稱。 |

這樣的學名稱為裸名，且必須於此名稱加註 nomen nudum 或 nom. nud.